# Кальман Ламбрехт
Кальман Ламбрехт (угор. Kálmán Lambrecht; 1889–1936) — угорський палеонтолог, спеціалізувався на дослідженні викопних птахів.

## Біографія
У 1913 році отримав ступінь доктора зоології, палеонтології та хімії. Завдяки впливу Отто Германа став членом Угорського інституту орнітології (1909) та Королівського геологічного інституту (1917). За рекомендацією барона Франца Нопчи він стає бібліотекарем. У 1934 році він отримує посаду в Національному музеї Угорщини та місце професора у Печському університеті.
За порадою Отто Германа зайнявся палеонтологією птахів, в цей час мало дослідженою. У 1928 році Ламбрехт описав рештки Palaeotis weigelti. У 1933 році опублікував «Посібник з палеоргітології» (нім. Handbuch der Palaeornithologie), в якому зібрав описи викопних решток птахів з різних музеїв Європи. У цій праці він також описав та систематизував численні таксони викопних птахів, зокрема Miocorax, Miocorvus, Proardea.

## Епоніми
На честь Ламбрехта названа печера Кальмана Ламбрехта у гірському масиві Бюкк в Угорщині та викопний вид дрохви Otis lambrechti.